# Limburgs Symfonie Orkest
Het Limburgs Symfonie Orkest (LSO), gevestigd in Maastricht, is een Nederlands symfonieorkest dat bestond van 1883 tot 2013, toen het opging in de philharmonie zuidnederland. Het droeg tot 1955 de naam Maastrichts Stedelijk Orkest (MSO) en was een van de oudste professionele symfonieorkesten in Nederland.

## Geschiedenis
Het Limburgs Symfonie Orkest bestond in zijn laatste vorm sinds 1955, maar had een veel langere geschiedenis. Het werd in de 19e eeuw opgericht als het Maastrichts Stedelijk Orkest (MSO). Het eerste concert vond plaats op 2 september 1883 in het Stadspark van Maastricht. Gedurende dertig jaar was dirigent en componist Otto Wolf verbonden aan het MSO. Het orkest breidde gestaag uit en in de jaren twintig ging het ook concerten verzorgen in andere delen van de provincie Limburg en in Noord-Brabant en België. Wolfs opvolger Henri Hermans zorgde mede voor deze uitbreiding en werkte aan de noodzakelijke vernieuwing en kwaliteitsverbetering.
Landelijk bekend werd het toenmalige MSO, toen er in de jaren dertig een samenwerking werd aangegaan met de KRO. Die zond een aantal concerten uit op de radio, in die tijd nog het enige medium. De Tweede Wereldoorlog zorgde ervoor dat de activiteiten van het MSO, onder meer vanwege financiële problemen, op een lager niveau werden gebracht. Na de oorlog werd het MSO vaste bespeler van het Staargebouw aan het Henric van Veldekeplein.
De langstzittende dirigent na Hermans was André Rieu sr. Hij dirigeerde het orkest 31 jaar (1949-1980). Gedurende zijn periode werd op 13 juli 1955 het gemeentelijke MSO omgezet in het Limburgs Symfonie Orkest, kortweg LSO. Dit provinciale orkest, ondergebracht in een zelfstandige stichting, nam alle orkestleden over van de gemeente.
Hoewel de rijksoverheid in 1960 toestemming gaf het LSO uit te breiden tot 72 orkestleden, was dit financieel niet haalbaar. Er was in 1982 zelfs sprake van opheffing, maar in afgeslankte vorm met 52 leden kon het LSO toch verder bestaan.
Het orkest was sinds 1992 gehuisvest in het Theater aan het Vrijthof te Maastricht. De concerten vonden plaats in alle grote concertzalen in Limburg, maar ook daarbuiten. Het gaf meer dan 100 optredens per seizoen en droeg daarmee bij aan het culturele leven in Limburg en het grensgebied met België en Duitsland. Het programmeerde jaarlijks symfonische concerten, samenwerkingsprojecten (onder andere met Opera Zuid), koorbegeleidingen en cultuureducatieve projecten.
Jaarlijks trok het orkest ongeveer 75.000 bezoekers, in het jubileumjaar 2008 meer dan 93.000 bezoekers. Het 125-jarig bestaan werd op 2 september 2008 gevierd met een galavoorstelling waarbij koningin Beatrix aanwezig was. Op 5 juli 2010 speelde het LSO tijdens het Bevrijdingsconcert op de Amstel in Amsterdam.
Ten gevolge van drastische bezuinigingen is in april 2013 het Limburgs Symfonieorkest samengegaan met Het Brabants Orkest onder de naam philharmonie zuidnederland.

## Dirigenten
- Otto Wolf 1883-1915
- Henri Hermans 1916-1947
- Paul Hupperts 1947-1949
- André Rieu sr. 1949-1980
- Ed Spanjaard 1982-1988
- Salvador Mas Conde 1988-1994
- Shlomo Mintz 1995-1998
- Junichi Hirokami 1998-2000
- Ed Spanjaard (opnieuw) 2000-2012

Landelijk: Koninklijk Concertgebouworkest · Nederlands Philharmonisch Orkest · Nederlands Kamerorkest 

Landelijk/regionaal: Holland Symfonia · Rotterdams Philharmonisch Orkest · Residentie Orkest

Regionaal: Noord Nederlands Orkest · Orkest van het Oosten · Het Gelders Orkest · RBO Sinfonia · philharmonie zuidnederland · Het Zeeuws Orkest 

Orkesten van de Omroep: Radio Filharmonisch Orkest · Radio Kamer Filharmonie · Metropole Orkest

Opgeheven of gefuseerd: Amsterdams Philharmonisch Orkest · Frysk Orkest · Gewestelijk Orkest voor Zuid-Holland · Overijssels Philharmonisch Orkest / Forum Filharmonisch · Nederlands Balletorkest · Noordelijk Filharmonisch Orkest · Noordhollands Philharmonisch Orkest · Omroep Orkest · Radio Kamerorkest · Radio Symfonie Orkest · Utrechts Symfonie Orkest · Het Brabants Orkest · Limburgs Symfonie Orkest · West Nederlands Symfonie Orkest · Zuid-Hollands Orkest